# SN 1966H
SN 1966H – supernowa odkryta 16 września 1966 roku w galaktyce A012036+0326. W momencie odkrycia miała maksymalną jasność 19,00m.